# Franciszek Sołtysiak
Franciszek Sołtysiak (ur. 17 września 1887 w Wilanowie, zm. 13 lutego 1945 w Poznaniu) – polski dziennikarz, powstaniec wielkopolski, polityk i działacz społeczny, poseł na Sejm I kadencji w II RP z ramienia Związku Ludowo-Narodowego.

## Życiorys

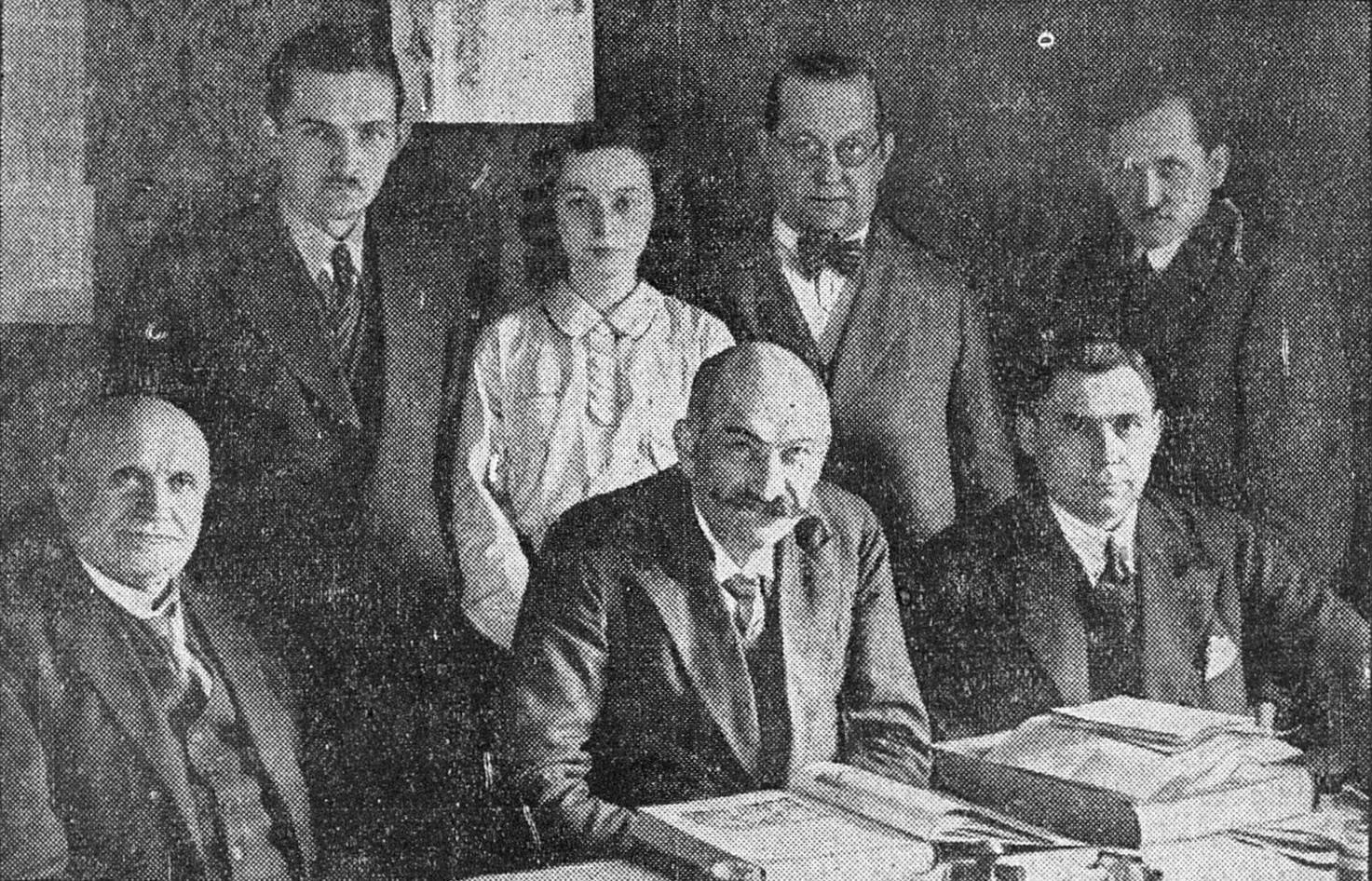
Redakcja „Wielkopolanina” w 1935 roku. Pierwszy od prawej siedzi Franciszek Sołtysiak.

Ukończył szkołę ludową w Wolkowie. Mając 16 lat wyjechał do Nadrenii, gdzie przez następne 15 lat pracował jako górnik. Brał udział w licznych organizacjach społecznych w Essen-Dellwig. Od 1905 był członkiem Polskiego Towarzystwa Gimnastycznego „Sokół”, przez pewien okres pełniąc funkcję sekretarza zarządu. Był prezesem lokalnego oddziału Narodowego Stronnictwa Robotników, a także członkiem zarządu Zjednoczenia Zawodowego Polskiego i członkiem Towarzystwa św. Barbary. Prowadził ożywioną działalność odczytową podróżując po Nadrenii i Westfalii z referatami. Był także członkiem Towarzystwa Wyborczego.
W czasie wojny znajdował się w gronie współpracowników Narodowej Demokracji. W grudniu 1918 wrócił do Poznania i został sekretarzem prasowym Naczelnej Rady Ludowej.  Brał udział w powstaniu wielkopolskim
Od lipca 1919 do września 1920 był współpracownikiem poznańskiego „Postępu”. Pełnił funkcję sekretarza wojewódzkiego Związku Ludowo-Narodowego na województwo pomorskie. W wyborach w 1922 uzyskał mandat z listy nr 8 (Chrześcijański Związek Jedności Narodowej) w okręgu wyborczym nr 31 (Toruń). W Sejmie był członkiem klubu Związku Ludowo-Narodowego. Należał do komisji opieki społecznej i inwalidzkiej. W 1924 został wybrany w skład Zarządu Głównego Związku Ludowo-Narodowego. W 1926, po zamachu majowym, wszedł w skład utworzonego wtedy Komitetu Obrony Narodowej na Pomorzu. W 1930 został członkiem Narodowego Komitetu Wyborczego podczas wyborów parlamentarnych. Był także sekretarzem wojewódzkim Stronnictwa Narodowego. 
W latach 30. redagował pismo „Pomorzanin”. W 1934 został dziennikarzem „Wielkopolanina”. Redagował w nim dział nowinek. W 1938 został wybrany do komisji rewizyjnej Syndykatu Wielkopolskich Dziennikarzy. Był wielokrotnie aresztowany za swoją pracę dziennikarską i działalność polityczną. 16 listopada 1930 w Sierakowie w województwie poznańskim został aresztowany przez władze sanacyjne i osadzony w więzieniu w Toruniu. W jego mieszkaniu przeprowadzono rewizję. 22 października 1932 został ponownie aresztowany. Wypuszczono go 5 listopada. 12 maja 1935 został zatrzymany po zebraniach wyborczych Stronnictwa Narodowego w Miejskiej Górce i Rawiczu. 18 maja został zwolniony z aresztu śledczego.
Zginął w walce 13 lutego 1945, postrzelony w serce przy Parku Cytadela podczas bitwy o Poznań.

## Rodzina
Był synem Antoniego i Marii z Majorczyków. W 1920 ożenił się z Marią Niedbalską, z którą miał dwoje dzieci.